# Gymnoconia
Гімноконія (Gymnoconia) — рід грибів родини Phragmidiaceae. Назва вперше опублікована 1894 року.
Представники роду гімноконія відносяться до іржастих грибів з одним хазяїном. У циклі розвитку їх відсутня стадія уредоспорів.
Помаранчева іржа малини (Gymnoconia peckiana) поширена на культурній та дикоростучій малині в США і Канаді. Всі рослини малини, уражені грибом, мають карликовий вигляд.